# Вловлювач
Вловлювач (рос. ловитель, англ. catcher, нім. Fänger, Fangvorrichtung) — пристрій, який забезпечує вловлювання і попереджає сходження тягового елемента похилих конвеєрів у випадку обриву вантажної та порожньої гілки. За Правилами безпеки у вугільних шахтах стрічкові конвеєри повинні обладнуватися пристроями, що вловлюють вантажну гілку стрічки під час її розриву. Гальмівне зусилля, яке створюється робочим органом вловлювача, може бути прикладене до тягового елемента конвеєра або до роликоопор стрічкового конвеєра. Перший спосіб найбільш розповсюджений. Гальмування тягового елемента здійснюється різними механізмами (захватами), а в деяких випадках нерухомими елементами спеціальної металоконструкції конвеєра. Прикладення гальмуючої сили до роликоопор передбачає наявність простого і надійного механізму (храповик, обгінна муфта тощо), який зупиняє ролик при обриві стрічки.
Приклад:
Вловлювач магнітний (рос. магнитный ловитель; англ. magnetic catcher; нім. magnetischer Fänger m; magnetische Fangvorrichtung f) — ловильний інструмент, призначений для вловлювання та вилучення зі свердловини дрібних металевих предметів з використанням магнітного поля.